# STS-131

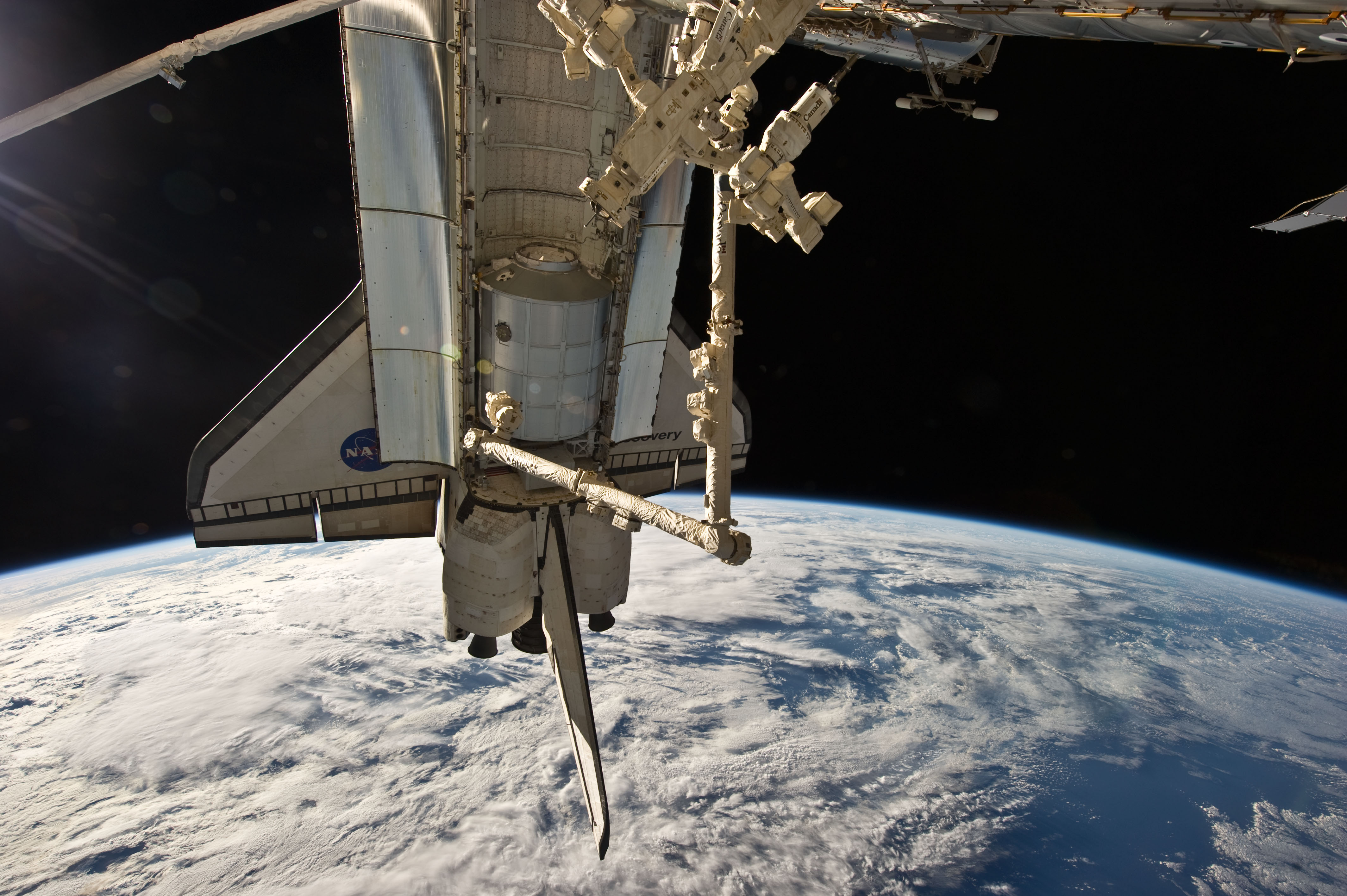

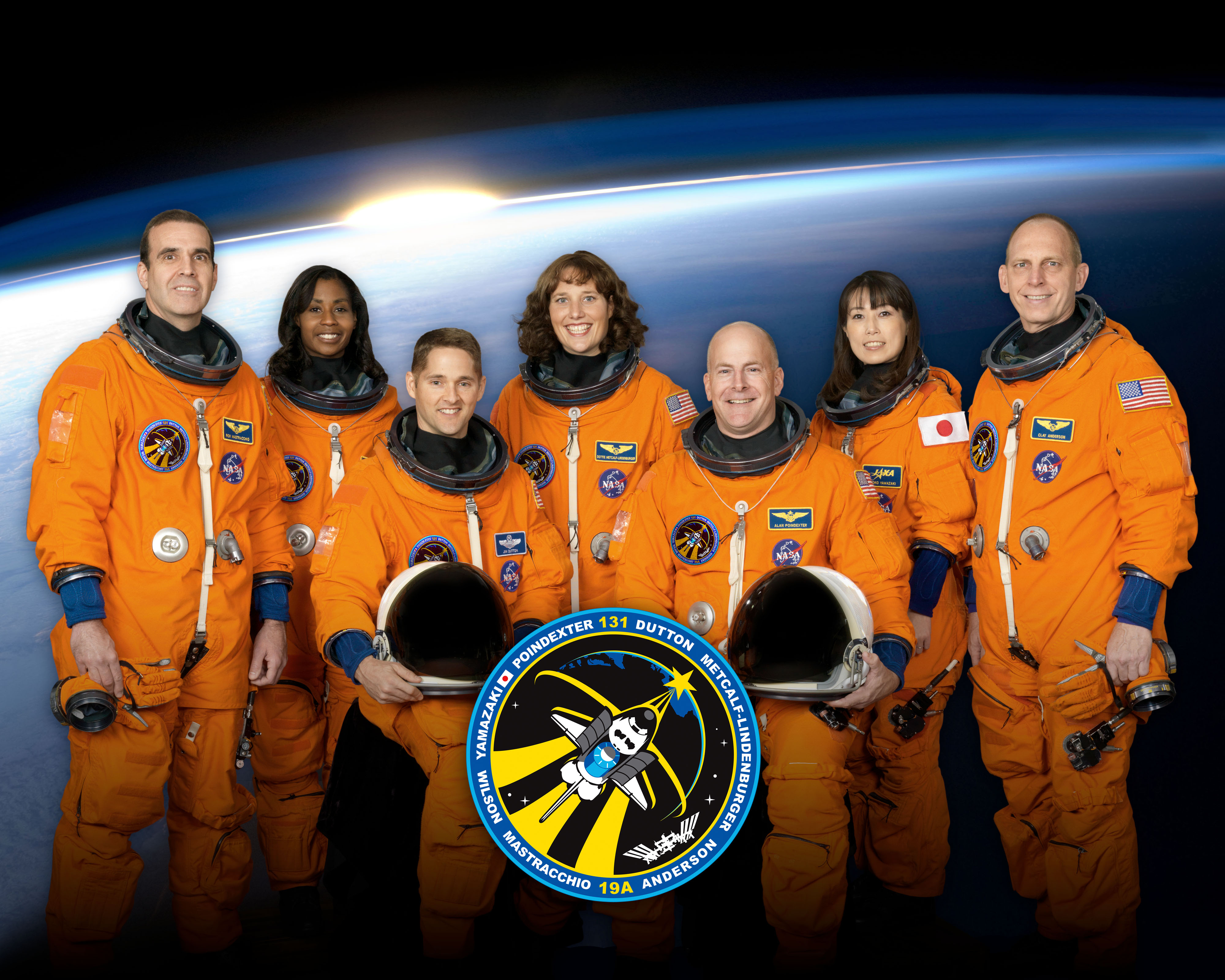
앉은 사람: 제임스 더튼(왼쪽) 앨런 포인덱스터(오른쪽), 서 있는 사람(왼쪽에서 오른쪽): 릭 마스트라키오, 스테파니 윌슨, 도로시 멧칼프-린덴버거, 야마자키 나오코(JAXA), 클레이튼 앤더슨

STS-131(ISS assembly flight 19A)은 국제 우주 정거장(ISS)으로 향하는 NASA 우주 왕복선 임무였다. 디스커버리 우주왕복선은 2010년 4월 5일 오전 6시 21분에 LC-39A에서 발사되어 2010년 4월 20일 오전 9시 8분에 케네디 우주 센터 왕복선 착륙 시설의 33번 활주로에 착륙했다. 이 임무는 디스커버리 우주왕복선의 최장 비행을 기록했다.
주요 페이로드는 국제 우주 정거장을 위한 보급품과 장비를 탑재한 다목적 물류 모듈이었다. 이 임무는 또한 S1 트러스에 있는 스테이션 외부의 암모니아 탱크 어셈블리를 제거하고 교체했다. STS-131은 또한 여러 탑재 페이로드를 탑재했다. 이 임무는 STS-107 이후 가장 많은 페이로드를 가졌다. 7명의 승무원이 함께하는 마지막 셔틀임무이기도 하다.